# Homodina argentifera
Homodina argentifera là một loài bướm đêm trong họ Noctuidae.